# Maurizio Farnetani
Maurizio Farnetani detto Bucefalo (Cortona, 21 giugno 1958) è un fantino italiano.

## Carriera

### Gli esordi
La carriera di Bucefalo all'interno del circuito paliesco italiano ha origini lontane nel tempo: correva l'anno 1979, infatti, quando il fantino di Farneta entrò nel mondo delle corse a pelo vincendo la prima edizione del Palio di Piancastagnaio. Due anni dopo fu il Terziere di Porta Fiorentina a puntare su di lui per il Palio di Castiglion Fiorentino. L'anno successivo arrivò l'esordio al Palio di Fucecchio per la Contrada di Porta Raimonda.
Due anni dopo l'esordio a Siena per Valdimontone, ma la prima carriera di Bucefalo sul tufo senese si concluse con una caduta. Nel 1985 Bucefalo ottenne un'affermazione importante, vincendo la provaccia del Palio di Legnano per la Contrada San Magno.
Due anni dopo, una nuova vittoria in un Palio: Bucefalo vinse il Palio di Fucecchio del 1987 per la Contrada Sant'Andrea montando La Scodata. In quello stesso anno ci fu anche l'esordio al Palio di Asti per il Comune di Nizza Monferrato, conclusosi però con una caduta in batteria.
Curiosamente, in quello stesso anno, la vittoria andò ad un altro debuttante, quel Massimino II con cui, anni dopo, Bucefalo ingaggerà entusiasmanti duelli sulla terra di Piazza Alfieri.

### La vittoria al Palio di Siena
L'anno seguente fu decisivo per Bucefalo: dopo la vittoria a Castiglion Fiorentino per Porta Fiorentina, arrivò anche il trionfo a Siena, per la Contrada dell'Aquila; questa fu l'unica vittoria in un Palio per lui decisamente avaro di soddisfazioni: a oggi, infatti, la carriera di Bucefalo a Siena consiste in 17 partecipazioni, una vittoria, 9 cadute ed una squalifica record.
Tornando al 1988, dopo il trionfo senese arrivò anche la prima di una lunga serie di affermazioni al Palio di Asti: ingaggiato dal Comune di Moncalvo, Bucefalo vinse anche nella città piemontese montando La Scodata. Nel 1989, il comune aleramico riconfermò l'accoppiata Bucefalo-La Scodata, e ottenne uno storico cappotto, il primo per un Comune al Palio di Asti in epoca moderna.
Nel 1990, dopo il primo successo al Palio di Legnano per San Magno e la seconda vittoria a Piancastagnaio, Bucefalo ricevette la chiamata del Borgo Tanaro Trincere Torrazzo per il Palio di Asti, con l'obiettivo di riportare il drappo ai lungofiume dopo un digiuno di 57 anni.

L'impresa riuscì al primo tentativo: nonostante la brutta caduta di Bucefalo in finale, il cavallo Phantasm continuò la sua corsa e arrivò per primo al terzo bandierino. Fu la prima vittoria di un cavallo scosso ad Asti in epoca moderna, nonché la terza consecutiva di Bucefalo, record tuttora imbattuto. Destino volle che in quel Palio avvenisse l'infortunio mortale di Scodata, cavalla plurivincitrice proprio in accoppiata con Bucefalo.
La striscia di successi proseguì anche nel 1991, quando il fantino di Farneta rivinse il Palio di Castiglion Fiorentino, sempre per Porta Fiorentina. Dopo la terza vittoria a Piancastagnaio nel 1992 per la Contrada di Borgo, nel 1993 arrivò il secondo successo a Legnano, sempre per San Magno. In quell'anno, Bucefalo cambiò casacca al Palio di Asti: dopo tre anni a Tanaro, (con altrettanti piazzamenti in finale, tra cui una vittoria), il fantino di Farneta si accasò al Borgo Don Bosco che, staccatosi dal Borgo Viatosto nel 1981, puntava ad ottenere la prima vittoria "in solitario". L'impresa riuscì nel 1996, in un'edizione caratterizzata da numerosissime false partenze e dall'infortunio alla mossa di Truciolo, che, subito dopo, abbandonò la carriera di fantino.
Nel periodo '93-'96, oltre alla vittoria astigiana, ci furono anche quelle al Palio di Bientina per Viarella  (1994), e a Castiglion Fiorentino per Porta Romana  (1995).

### La squalifica al palio di Siena
Il 1997 fu invece un anno in chiaroscuro: dopo la vittoria a Castiglion Fiorentino per il Rione Cassero, la carriera di Bucefalo subì un colpo durissimo in occasione del Palio di Siena del 16 agosto.
Ingaggiato dalla Tartuca allo scopo di limitare la rivale Chiocciola, Bucefalo andò oltre i limiti del regolamento trattenendo il fantino di quest'ultima, Trecciolino, da sempre suo acerrimo nemico. Le conseguenze di questa azione furono pesantissime: Bucefalo subì la squalifica di 20 palii, eguagliando il record negativo di Spirito, stabilito l'anno prima in una situazione analoga.
Dopo questo episodio per Bucefalo iniziò un periodo di appannamento, durante il quale vinse il Palio della Costa Etrusca nel 1999, e disputò alcune ottime corse al Palio di Asti per il Borgo Tanaro Trincere Torrazzo.

### La ripresa
Nel 2000 Bucefalo ricominciò a vincere, ottenendo il primo successo al Palio di Castel del Piano, nonché la terza vittoria a Legnano per San Magno.

A giugno, in occasione del Palio straordinario di Asti, il fantino di Farneta fu protagonista di un cambio di casacca piuttosto clamoroso: Bucefalo infatti indossò la gavardina del Rione San Secondo, acerrimo rivale del Borgo Tanaro, e colse la sua quinta vittoria nel Palio della città piemontese.
L'anno successivo arrivò la quarta vittoria a Legnano, sempre per San Magno, e un secondo posto ad Asti per il Borgo Torretta, dopo un vano inseguimento nei confronti di un imprendibile Massimino II su Millennium Bug.
Nel 2002 arrivò la seconda vittoria al Palio di Bientina, poi, dopo un periodo di appannamento, Bucefalo ha vinto il Palio di Asti 2005 per il Borgo Santa Maria Nuova, al termine di una rimonta nei confronti di uno sfortunatissimo Massimino II su una pista ai limiti della praticabilità e montando un cavallo, Metacomet, trovato pochi giorni prima della corsa in sostituzione di quello scelto in precedenza (Non a caso Metacomet fu iscritto con il nome di "L'Altro").
Nel 2006 Bucefalo corse ancora per Santa Maria Nuova e ottenne il cappotto, il secondo nella storia del borgo rosa-azzurro, al termine di una finale dominata fin dall'inizio, con Massimino II sempre alle calcagna, ma incapace di insidiare concretamente il primo posto del collega. Si ripeté così a parti invertite il duello del 2001, con Massimino II vincitore e Bucefalo sempre a inseguire.
Dal 2005 Bucefalo, insegue il sogno di poter tornare a vincere a Fucecchio, con la Contrada Borgonovo, sogno non ancora coronato ma atteso da tutti i contradaioli, che considerano il fantino aretino un vero e proprio idolo. Il 2007 è stato invece avaro di soddisfazioni per Farnetani, che non è stato chiamato per il Palio di Siena nonostante la scadenza della sua squalifica, e non ha raccolto vittorie negli altri palii, ottenendo un quinto posto ad Asti dopo una partenza disastrosa e fallendo così l'obbiettivo di vincere tre palii consecutivi con Santa Maria Nuova. Concluso il rapporto con il borgo rosa-azzurro dopo il Palio del 2008, Bucefalo si accasa presso i rivali del Borgo San Pietro, ma senza riuscire a cogliere risultati significativi. Nel 2011 passa a Canelli, ma anche qui non riesce ad entrare in finale. L'anno successivo, Bucefalo viene ingaggiato dal Rione San Martino-San Rocco, e coglie il suo ottavo successo ad Asti, interrompendo un digiuno di vittorie che, per il rione bianco-verde, durava da 27 anni. Nel 2013, all'età di 55 anni (un autentico record raggiunto da un fantino ancora in attività, superato addirittura Aceto) viene ingaggiato dal Borgo Tanaro Trincere Torrazzo, con l'intento di ripetere l'impresa di aggiudicarsi l'ambito drappo, già compiuta e riuscita nel 1990 e ritornare alla vittoria dopo un digiuno forzato di ben tre anni.
Purtroppo le cose non vanno secondo i piani, e Bucefalo viene eliminato in batteria. Tornato a San Martino San Rocco per l'edizione 2014, non riesce a ripetere i fasti del 2012, venendo nuovamente eliminato in batteria; l'anno successivo va pure peggio Bucefalo deve rinunciare a correre il Palio a causa di una caduta durante le prove, in cui il cavallo gli cade addosso, infortunandolo. Il suo posto viene preso dal debuttante Carlo Sanna detto Brigante. Quella del 2015 ad oggi è stata l'ultima presenza di Bucefalo in piazza Alfieri.
Bucefalo si è confermato autentico "talismano", portando il sendallo dove questo non arrivava da molti anni: particolarità che si è verificata sia per il rione San Secondo (digiuno di 18 anni), Tanaro (57 anni) ed infine  San Martino san Rocco (27 anni).

## Presenze al Palio di Siena
Le vittorie sono evidenziate ed indicate in neretto.
| Palio          | Contrada     | Cavallo            | Note   |
| -------------- | ------------ | ------------------ | ------ |
| 16 agosto 1984 | Valdimontone | Diabolik           | scosso |
| 2 luglio 1985  | Aquila       | Delfino III        | scosso |
| 16 agosto 1985 | Aquila       | Figaro             |        |
| 2 luglio 1986  | Bruco        | Paco               | scosso |
| 16 agosto 1987 | Valdimontone | Euro               | scosso |
| 16 agosto 1988 | Aquila       | Figaro             |        |
| 16 agosto 1989 | Aquila       | Sole Rosso         |        |
| 2 luglio 1990  | Aquila       | Uberto             | scosso |
| 16 agosto 1990 | Istrice      | Orchidea           | scosso |
| 3 luglio 1991  | Onda         | Victoria Principal | scosso |
| 16 agosto 1991 | Aquila       | Galleggiante       |        |
| 16 agosto 1992 | Chiocciola   | Naomy              |        |
| 2 luglio 1993  | Lupa         | Icaro              | scosso |
| 16 agosto 1993 | Lupa         | Best Ford          | scosso |
| 16 agosto 1994 | Pantera      | Principessa V      |        |
| 16 agosto 1995 | Lupa         | Mar Kelly          |        |
| 16 agosto 1997 | Tartuca      | Trottolino         |        |

## Presenze agli altri Palii

### Palio di Asti
| Palio           | Rione, Borgo, Comune           | Cavallo                         | Piazzamento e premio                                                        |
| --------------- | ------------------------------ | ------------------------------- | --------------------------------------------------------------------------- |
| 1987            | Comune di Nizza Monferrato     | Elf (scosso)                    | Eliminato in batteria                                                       |
| 1988            | Comune di Moncalvo             | La Scodata (Aida)               | 1º (Palio)                                                                  |
| 1989            | Comune di Moncalvo             | La Scodata (Carmen)             | 1º (Palio)                                                                  |
| 1990            | Borgo Tanaro Trincere Torrazzo | Phantasm (Brown Devil) (scosso) | 1º (Palio)                                                                  |
| 1991            | Borgo Tanaro Trincere Torrazzo | Phantasm (Scheggia di Fuoco)    | 2º (Borsa di monete)                                                        |
| 1992            | Borgo Tanaro Trincere Torrazzo | Tuscolo Titi                    | 5º (Coccarda)                                                               |
| 1993            | Borgo Don Bosco                | La Fiorentina (Victory)         | 5º (Coccarda)                                                               |
| 1994            | Borgo Don Bosco                | Tuscolo Titi (Alfieri)          | Eliminato in batteria                                                       |
| 1995            | Borgo Don Bosco                | Gladio (Destino)                | Eliminato in batteria                                                       |
| 1996            | Borgo Don Bosco                | Blue Baker (Bingo)              | 1º (Palio)                                                                  |
| 1997            | Borgo Don Bosco                | Mazada (Twister)                | Eliminato in batteria                                                       |
| 1998            | Borgo Tanaro Trincere Torrazzo | Thera                           | Non arrivato in finale                                                      |
| 1999            | Borgo Tanaro Trincere Torrazzo | Sun Flower                      | 3º (Speroni)                                                                |
| 2000 (Giubileo) | Rione San Secondo              | Thera (Luna Rossa)              | 1º (Palio)                                                                  |
| 2000            | Rione San Secondo              | Nonna Nena (Black Magic)        | 7º                                                                          |
| 2001            | Borgo Torretta                 | Merendina                       | 2º (Borsa di monete)                                                        |
| 2002            | Borgo Torretta                 | Merendina                       | 5º (Coccarda)                                                               |
| 2003            | Borgo Santa Maria Nuova        | La Chicca                       | 4º (Gallo)                                                                  |
| 2004            | Borgo Santa Maria Nuova        | Il Grifo                        | Eliminato in batteria                                                       |
| 2005            | Borgo Santa Maria Nuova        | Metacomet (L'Altro)             | 1º (Palio)                                                                  |
| 2006            | Borgo Santa Maria Nuova        | Riverolino (Un Altro)           | 1º (Palio)                                                                  |
| 2007            | Borgo Santa Maria Nuova        | Un Altro Ancora                 | 5º (Coccarda)                                                               |
| 2008            | Borgo Santa Maria Nuova        | Il gladiatore                   | Eliminato in batteria                                                       |
| 2009            | Borgo San Pietro               | Long Night (Alessandro Magno)   | Eliminato in batteria                                                       |
| 2010            | Borgo San Pietro               | Riverolino (Basilisco)          | Eliminato in batteria                                                       |
| 2011            | Comune di Canelli              | Riverolino (Canej)              | Eliminato in batteria                                                       |
| 2012            | Rione San Martino-San Rocco    | Alan Devonshire (Ventuno)       | 1° (Palio)                                                                  |
| 2013            | Borgo Tanaro Trincere Torrazzo |                                 | Eliminato in batteria                                                       |
| 2014            | Rione San Martino-San Rocco    | Sacriportus (Di Ventuno)        | Eliminato in batteria                                                       |
| 2015            | Rione San Martino-San Rocco    | Tut in Bloch                    | Non partito in batteria (sostituito da Carlo Sanna per infortunio in prova) |

### Palio di Fucecchio
| Palio     | Contrada       | Cavallo                         | Piazzamento           | Note                                                                 |
| --------- | -------------- | ------------------------------- | --------------------- | -------------------------------------------------------------------- |
| 1982      | Porta Raimonda | Ghirlanda                       | N.C                   | Rimasto fermo alla mossa                                             |
| 1984      | Massarella     | Ser Brunetto                    | 5º                    |                                                                      |
| 1987      | Sant'Andrea    | La Scodata                      | 1º                    |                                                                      |
| 1988      | Sant'Andrea    | La Scodata                      | 4º                    |                                                                      |
| 1991      | Massarella     | Phantasm                        |                       | Sostituito da Giuseppe Ortu a causa di un infortunio.                |
| 1996      | Botteghe       | Gladio                          | 4º                    |                                                                      |
| 1997      | Botteghe       | Nebbiuno                        | 5º                    |                                                                      |
| 2000      | Botteghe       | Cresta Tremendous               | 7º                    | Palio del Giubileo. Sostituisce in finale l'infortunato Tonino Cossu |
| 2002      | Massarella     | Compagna di Merende (Reddy Pie) | 3º                    |                                                                      |
| 2003      | Cappiano       | Sandokan                        | Ritirato              |                                                                      |
| 2005      | Borgonovo      | Ellison                         | 5º                    |                                                                      |
| 2005 str. | Borgonovo      | Franziska Saura                 | 6º                    | Palio straordinario                                                  |
| 2006      | Borgonovo      | Enrico IV                       | Eliminato in batteria |                                                                      |
| 2007      | Borgonovo      | Fiona Baia (scossa)             | 8º                    |                                                                      |
| 2008      | Borgonovo      | Ilaria de Mores                 | 4º                    |                                                                      |

## Riepilogo vittorie
- Palio di Siena: 1 vittoria (1988)
- Palio di Asti: 8 vittorie (1988, 1989, 1990, 1996, 2000 Giubileo,   2005, 2006, 2012)
- Palio di Bientina: 2 vittorie (1994, 2002)
- Palio di Castel del Piano: 1 vittoria (2000)
- Palio di Castiglion Fiorentino: 4 vittorie (1988, 1991, 1995, 1997)
- Palio di Fucecchio: 1 vittoria (1987)
- Palio di Legnano: 4 vittorie (1990, 1993, 2000, 2001)
- Palio di Mordano: 2 vittorie (1996, 1997)
- Palio di Piancastagnaio: 3 vittorie (1979, 1990, 1992)
- Palio di San Vincenzo: 1 vittoria (1999)
- Palio di San Pietro: 1 vittoria (1990)
- Torneo Equestre del Monferrato: 2 vittorie (1998, 2012)